# 4454 Kumiko
4454 Kumiko è un asteroide della fascia principale. Scoperto nel 1988, presenta un'orbita caratterizzata da un semiasse maggiore pari a 3,1915645 UA e da un'eccentricità di 0,0995837, inclinata di 0,70738° rispetto all'eclittica.